# Izsák Balázs
Izsák Balázs (Sepsiszentgyörgy, 4 de juny de 1952) és un enginyer i un polític de la minoria hongaresa de Romania. Des del 2008 és el president del Consell Nacional Székely (Székely Nemzeti Tanács, SZNT).
Fill d'Izsák József, historiador de la literatura, es va graduar al liceu Bolyai de Târgu Mureş el 1971 i va completar els seus estudis superiors a la facultat d'energia de l'Institut Politècnic de Bucarest el 1976.
Ha participat contínuament en la vida pública transsilvana des de la caiguda del règim de Ceaușescu i ha publicat nombrosos articles sobre polítiques minoritàries. Des del 1990 és membre de la Unió Democràtica dels Hongaresos de Romania (Romániai Magyar Demokrata Szövetség, RMDSZ). Del 16 d'abril al 7 de juliol de 1997 va ser el cap interí de l'Organització del Comtat de Mureş de l'RMDSZ. L'abril de 1997 es va comprometre a organitzar taules rodones amb Attila Jakabffy, l'actor, sobre les alternatives polítiques. En la seva primera reunió, celebrada el 22 de novembre de 1997, van comparèixer una quarantena de les cinquanta persones convidades, però els diputats de l'RMDSZ es van mantenir allunyats –segons Attila Jakabffy–, això va ser el resultat de la prohibició personal de Béla Markó. Com que la reunió va tenir èxit, Attila Jakabffy, Imre Krizbai, Csaba Bardóczy i Balázs Izsák es van reorganitzar el gener de 1998. En la seva declaració de novembre de 1997, els participants de la reunió van declarar que volien polititzar en l'esperit de l'estatut de l'RMDSZ i de la Declaració de Cluj-Napoca. Després va seguir el Fòrum de Szeklerland a Alsócsernáton, després del qual Balázs Izsák va resumir diversos problemes a resoldre i va avaluar el Fòrum de Szeklerland com l'inici d'un procés. El 13 de febrer de 1999, Nyárádszereda va acollir la tercera reunió del moviment Fòrum dins de l'RMDSZ. László Tőkés, Tibor T. Toró i Balázs Izsák hi van fer conferències. La Plataforma Nacional per a la Construcció de l'RMDSZ (NÉP) es va establir a Cluj-Napoca el 2 de setembre de 1999, presidida per Károly Vekov, els vicepresidents serien Balázs Izsák i Zoltán Pápay.
El 2 de desembre de 2002, la Reforma per la Concentració de l'RMDSZ va celebrar el seu congrés extraordinari a Cluj-Napoca, on Balázs Izsák, en representació dels delegats de Târgu Mureş, va afirmar que la Reforma per la Concentració no tenia res a buscar al congrés il·legítim de l'RMDSZ a Satu Mare a causa de les eleccions internes perdudes. Això va marcar l'inici d'un procés que va conduir a la constitució del Consell Nacional dels Hongaresos de Transsilvània (Erdélyi Magyar Nemzeti Tanács, EMNT) el 28 d'abril de 2003, del qual Balázs Izsák es va convertir en notari. L'EMNT cerca de representar el conjunt dels magiars transsilvans i en reclama l'autonomia. Les dues organitzacions es coordinen. Al setembre del mateix any, es va convertir en membre de l'òrgan d'inici del Consell Nacional Székely (Székely Nemzeti Tanács, SZNT) i després en va ser el vicepresident. Va ser elegit president del SZNT el 2008 i reelegit el 2013.
Després de sis anys de lluita, l'11 de maig de 2019 va poder començar a recollir un milió de vots en suport de les minories nacionals de set països de la UE.